# Jacob Ammen
Pour les articles homonymes, voir Ammen.
Ne doit pas être confondu avec Jacob Amman.
Jacob Ammen (né le 7 janvier 1806 dans le comté de Botetourt, État de Virginie, et décédé le 6 février 1894 à Lockland dans le comté de Hamilton, État de l'Ohio) est un brigadier-général de l'Union. Il est enterré à Cincinnati, État de l'Ohio.

## Avant la guerre
Jacob Ammen est diplômé de West Point en 1831 dans le 1st U.S. Artillery.
Il est promu second lieutenant le 1er juillet 1831.
Il devient professeur assistant et instructeur à West Point. Il déménage vers Georgetown dans l'État de l'Ohio et devient capitaine dans la milice de l'État.

### Une carrière de professeur
Il démissionne en 1837 pour devenir professeur de mathématiques au Kentucky et en Indiana. Il obtient un chaire de mathématiques à l'université d'Indiana.
En 1855, il part pour Ripley, dans l'Ohio, pour travailler en tant qu'ingénieur civil.

## Guerre de Sécession
Au début du conflit Jacob Ammen retourne dans l'armée fédérale, le 18 avril 1861, en tant que capitaine du 12th Ohio Volunteer Infantry.
Il est promu lieutenant-colonel le 2 mai 1861, puis il est affecté au 24th Ohio Volunteer Infantry en tant que colonel, le 22 juin 1861. Il entraîne ses troupes au camp Dennison, près d'Indian's Hill.
Il participe à la bataille de Cheat Mountain en septembre 1861.
Le régiment est alors affecté au théâtre de l'Ouest ; Jacob Ammen y commande la 10th brigade de la 4th division de l'armée de l'Ohio à la bataille de Shiloh. et au siège de Corinth.
Il est promu brigadier général le 16 juillet 1862 et assure brièvement le commandement de la division du général William « Bull » Nelson.
Pour des raisons de santé, il prend le commandement du fort Douglas, en Illinois, puis d'autres garnisons fédérales.
Il reprend un commandement de campagne en dirigeant la 4th Division du XXIII Corps en assurant le blocus de la ligne ferroviaire, entre la Virginie et le Tennessee à Bulls Gap, pendant le raid de Stephen Burbridge en septembre 1864.

## Après la guerre
Il démissionne le 14 janvier 1865 et retourne en Ohio. Il devient inspecteur et ingénieur civil du comté de Hamilton. Il participe à plusieurs grands projets, dont celui qui détermine les différentes routes possible du canal de Panama.